# Ukrainas statliga universitet för vetenskap och teknik
Ukrainas statliga universitet för vetenskap och teknik (ukrainska: Український державний університет науки і технологій)  är ett universitet i Dnipro grundat 1930.